# Repressieve tolerantie

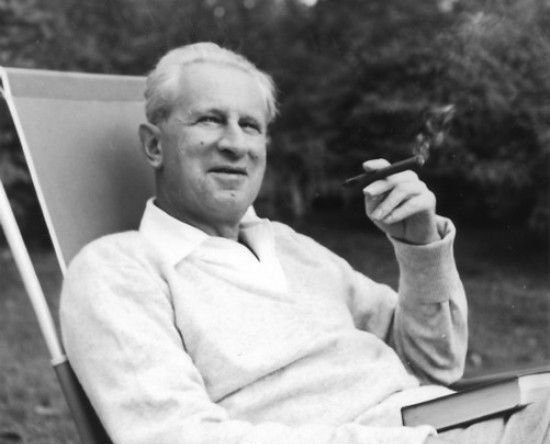
Herbert Marcuse in Newton, Massachusetts (1955)

Repressieve tolerantie is een term die werd bedacht door Herbert Marcuse. Marcuse was van mening dat de media ten onrechte evenveel aandacht besteden aan non-nieuws als aan echt nieuws. Deze vorm van tolerantie voor irrelevant nieuws beschouwde Marcuse als repressief, omdat het het relatieve belang van het echte nieuws doet afnemen.
Tegenwoordig verstaat men onder repressieve tolerantie iets anders: het zou een door een heersende macht toegepaste techniek zijn waarbij ideeën of organisaties die voor die macht ongewenst zijn, juist een plaats wordt gegund om ze zodoende onschadelijk te maken. In de jaren zeventig zouden autoriteiten dit middel gebruikt hebben om maatschappelijk verzet te institutionaliseren en zo uit te hollen. Repressieve tolerantie is dan geen echte tolerantie, maar een strategie om niet-getolereerde ideeën te bestrijden.

## Repressieve tolerantie volgens Marcuse
Marcuse gebruikte de term voor het eerst in 1965 in zijn essay Repressive Tolerance waarin hij kapitalisme en democratie portretteert als totalitaire en repressieve systemen.
Een vorm van repressieve tolerantie die Marcuse noemt, is het tolereren (onder het mom van neutraliteit en vrijheid van meningsuiting) van meningen die regressief, repressief of objectief onjuist zijn. Door "domme" en "slecht-geïnformeerde" regressieve rechtse mensen eenzelfde podium te geven als "goed-geïnformeerde" progressieve linkse, bevordert men volgens Marcuse niet de tolerantie, maar alleen de status quo, die de heersende machtsstructuren ongemoeid laat. Een ander voorbeeld: de media, volgens hem "instrumenten van economische en politieke machten", schrijven over maatschappelijke misstanden en over beursberichten met dezelfde neutraliteit. Ook het afwisselen van reclame met nieuws zou de relevantie van het nieuws doen afnemen, omdat deze op gelijke wijze gepresenteerd worden. Omdat de gelijke behandeling van zowel linkse als rechtse meningen in het voordeel van de machthebbers zou zijn, stelt Marcuse voor "onderscheidende tolerantie" ("discriminatory tolerance") toe te passen op rechtse zegslieden. Dezen moet het recht op vergadering ontzegd worden, en hun spreektijd moet worden ingekort. Om de hegemonie van de "tirannieke meerderheid" te doorbreken moet men volgens Marcuse zelf radicaal, intolerant en militant optreden. Marcuse concludeert dat daarom ondemocratische middelen (zoals bepaalde vormen van directe actie) tolerantie kunnen bevorderen en repressieve tolerantie doorbreken.

## Kritiek
Willem Frederik Hermans dreef de spot met aanhangers van de theorie,
en Karel van het Reve schreef een kritisch essay, Het leerstuk van de repressieve tolerantie.
Geen van beide auteurs interpreteert de term repressieve tolerantie op de manier zoals Marcuse die bedoelde, en Van het Reve geeft toe Marcuse niet eens gelezen te hebben en zich uitsluitend te richten op hoe de term door zijn tijdgenoten begrepen werd. Van het Reve betoogt dat de theorie op ieder willekeurig verschijnsel is toe te passen, bijvoorbeeld op het schrijverschap van Harry Mulisch, op TBC, of de vermeende almacht van het jodendom. Dat kritiek op Harry Mulisch getolereerd wordt, zou volgens de theorie dan bewijzen dat hij de Nederlandse literatuur en de lezers in zijn greep heeft:

"Het volk wordt erdoor in slaap gesust en denkt daardoor dat het geheel vrijwillig Mulisch' boeken koopt. (...) Via de term 'gojs jodendom' kun je uit het feit dat de faculteit der letteren te Leiden wel degelijk enige niet-joden onder haar leden telt aantonen, dat deze gojim juist de macht der joden bewijzen, die deze lieden niet hoeven te verwijderen omdat Kukenheim, (...) Cohen, Gomperts e tutti quanti de macht sowieso in vaste handen hebben."
Van het Reve oppert dat de theorie bedacht is om de relatieve vrijheid in het Westen verdacht te maken, omdat aanhangers van communistische stromingen geen goed antwoord hadden op de beschuldiging van staatsrepressie in linkse dictaturen. Omdat er geen zichtbaar verschil is tussen repressieve en oprechte tolerantie of zelfs totale desinteresse én omdat een partij verdacht van repressieve tolerantie zich derhalve nooit zal kunnen rechtvaardigen, is Marcuse's theorie niet falsifieerbaar en eigenlijk pseudowetenschappelijk. Daarnaast zijn er geen documenten of andere bewijzen voorhanden waaruit blijkt dat machthebbers lager geplaatste gezagsdragers opdragen een verschijnsel te tolereren, met als doel dat verschijnsel te neutraliseren, wat de leerstelling het karakter van een complottheorie geeft.

## Voorbeelden van tolerantie uitgelegd als repressie
- Punk, oorspronkelijk een anarchistische vorm van verzet tegen de maatschappij is grotendeels gereduceerd tot een van de vele modestijlen en muziekstromingen. Dit zou bewerkstelligd zijn door het uitoefenen van repressieve tolerantie door een heersende klasse.
- In de voormalige DDR werden de reeds bestaande niet-socialistische partijen getolereerd, die geen werkelijke invloed hadden, maar een gekanaliseerde vorm van oppositie mochten voeren.
- Gordon Brown en Tony Blair zouden repressieve tolerantie hebben toegepast door de protestbeweging Make Poverty History goed te keuren en daarmee tot het enige legitieme protest te maken, om serieus verzet tegen de G8 en de kapitalistische wereldorde in de kiem te smoren.[4]
- Het carnaval, een periode waarin de burger zich even koning of kardinaal kan wanen, zou een door de kerk geïnstitutionaliseerde en getolereerde vorm van spot zijn, bedoeld als sociaal ventiel.[5]
- Anders Breivik, de dader achter de aanslagen in Noorwegen in 2011, stelt in zijn manifest 2083 – A European Declaration of Independence dat de gevestigde orde die voorstander is van het toepassen van "politieke correctheid", tot op zekere hoogte kritiek daarop en zelfs bespotting daarvan toelaat, niet uit oprechte tolerantie voor andersdenkenden, maar om critici te ontwapenen, en om uiteindelijk zelf minder bedreigend te lijken.[6]